# Harrah (Washington)
Harrah es un pueblo ubicado en el condado de Yakima en el estado estadounidense de Washington. En el año 2000 tenía una población de 542 habitantes y una densidad poblacional de 728,6 personas por km².

## Geografía
Harrah se encuentra ubicada en las coordenadas 46°24′15″N 120°32′35″O / 46.40417, -120.54306.

## Demografía
Según la Oficina del Censo en 2000 los ingresos medios por hogar en la localidad eran de $36.875, y los ingresos medios por familia eran $41.250. Los hombres tenían unos ingresos medios de $31.250 frente a los $25.000 para las mujeres. La renta per cápita para la localidad era de $12.721. Alrededor del 19,8% de la población estaban por debajo del umbral de pobreza.